# Šepetivka
Šepetivka (ukrajinsky Шепетівка; rusky Шепетовка; polsky Szepietówka) je město (do července 2020 město oblastního významu) na západní Ukrajině, centrum Šepetivského rajónu. Leží ve Chmelnycké oblasti, zhruba 100 km severně od oblastního města Chmelnyckyj. V roce 2022 zde žilo 40 000 obyvatel.
První zmínky pocházejí z roku 1594, ovšem městem je Šepetivka teprve od roku 1923; za svůj rozvoj vděčí železnici, která sem byla přivedena roku 1873. Od té doby je město významným železničním uzlem: z trati Lvov – Kyjev zde odbočují ramena na Korosteň, Chmelnyckyj a Ternopil. Koncem 80. let 20. století město na několik let přesáhlo hranici 50 000 obyvatel, avšak počet obyvatel postupně klesá: v roce 2022 zde žilo jen 40 299 obyvatel.
V roce 2021 bývalý místostarosta Šepetivky "proslavil" své město, když řekl, že tragédie v Babím Jaru byla pro Židy oprávněným, byť ještě neúplným „božím trestem za ukrajinský hladomor“.